# Vuurtoren van Point Lynas
Point Lynas Lighthouse (Welsh: Goleudy Trwyn y Balog) is een actieve vuurtoren die zich bevindt in het dorp Llaneilian aan de noordkust van Anglesey, een eiland aan de noordwestkust van Wales in het Verenigd Koninkrijk. De installatie wordt beheerd vanuit het Planning Centre van Trinity House in Harwich in Essex. Trinity House beheert navigatiemiddelen voor Engeland, Wales, Gibraltar en de Kanaaleilanden.

## Kenmerken en uitrusting

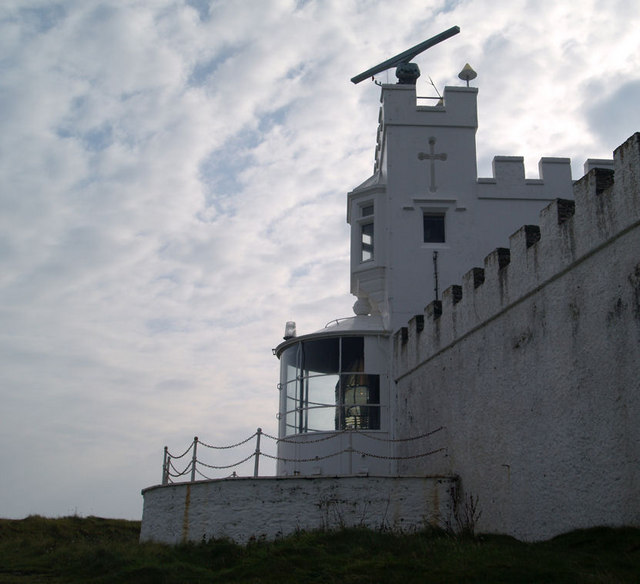
Zicht op het lichthuis en de observatiepost voor de loodsen.

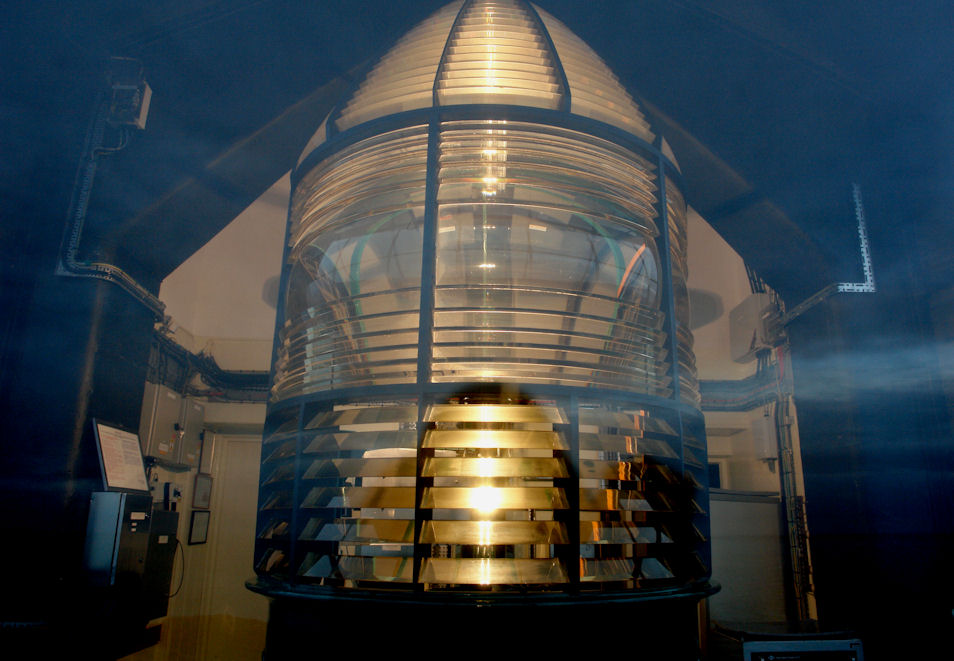
De boogvormige fresnellens is opgebouwd uit drie horizontale panelen. Elk horizontaal paneel bevat een aantal verticale segmenten.

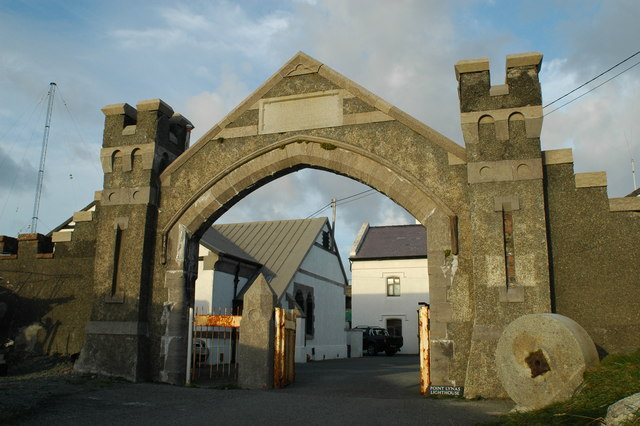
Poort aan de achterzijde van het volledig ommuurde bouwwerk.

Het halfronde lichthuis bevindt zich op de benedenverdieping en heeft een diameter van 4,6 m. Het zit gedeeltelijk verzonken in het 11 m hoge achterliggende gebouw, dat de vorm heeft van een rechthoekige toren. De kamers in de toren werden vroeger bemand door loodsen en telegrafisten. De loodsen konden de scheepvaart observeren vanuit een erker boven het lichthuis. Op de toren is een roterende radarantenne geïnstalleerd die wordt gebruikt door de haven van Liverpool. Er staan ook een aantal radarbakens die werken als transponders. Het gebouwencomplex is volledig ommuurd. Zowel de toren als de omheiningsmuren zijn voorzien van kantelen. Het gebouw krijgt hierdoor een typische vorm waardoor het een duidelijk herkenningspunt vormt voor de passerende scheepvaart.
Het optisch systeem bestaat uit een vaste fresnellens met een doormeter van 1,4 m. De lens is samengesteld uit drie boogvormige horizontale panelen. Elk horizontaal paneel is onderverdeeld in een aantal verticale segmenten. In het middenpaneel werden boven en onder de bolle centrale lens telkens zes prisma's aangebracht. Ook het onderste lenspaneel is opgebouwd uit zes prisma's. Het bovenste lenspaneel, dat achterover helt, is uitgerust met zestien prisma's. De elektrische lichtbron heeft een sterkte van 89 900 candela en is zichtbaar tot op een afstand van 18 zeemijl over een hoek van 206 graden. Het witte licht, dat zich 39 m boven zeeniveau bevindt, brandt telkens 8 seconden en wordt dan 2 seconden gedoofd. Bij slechte zichtbaarheid genereerde een misthoorn een toon om de 14 seconden. Dit toestel werd in 2013 uitgeschakeld.

## Geschiedenis

### Een schuilplaats voor loodsen
In 1779 werd een verblijfplaats gebouwd voor loodsen die verbonden waren aan de havenstad Liverpool en oorspronkelijk een boerderij als schuilplaats hadden. Deze nieuwe verblijfplaats, die zich ongeveer 300 m ten zuiden van de huidige vuurtoren bevond, was uitgerust met twee lampen die naar het oosten en westen gericht waren. Het zwakke licht van deze lampen werd gebundeld door Hutchinsonreflectoren met een doormeter van 28 cm.

### Het ontwerp vanJesse Hartley
In 1835 ontwierp Jesse Hartley de huidige vuurtoren om ook de noordoostelijke sector van de kust door middel van een licht aan te geven. Hartley kreeg deze opdracht omdat hij sinds 1824 als ingenieur in dienst was bij Mersey Docks and Harbour Board, een functie die hij nog tot 1860 zou uitoefenen. Het oude loodsengebouw werd opgegeven. Omdat de grond waarop het nieuwe gebouw werd opgetrokken zich 39 meter boven het zeeniveau bevond, was een toren niet nodig en kon het lichthuis op de benedenverdieping voorzien worden. De kostprijs van het bouwwerk bedroeg £ 1 165.
Het originele cilindervormige lichthuis, dat half in de achterliggende toren verzonken zat, had een diameter van 3,7 meter. In dit lichthuis bevonden zich 13 lampen met bijhorende reflectoren. Een mechanisme dat om de vier uur met de hand moest opgewonden worden, zorgde ervoor dat de lampen door middel van beweegbare schermen met een bepaalde regelmaat verduisterd werden. Het opwinden van dit systeem nam telkens 20 minuten in beslag.

### Aanpassingen doorGeorge Lysteren verdere vernieuwingen
Rond 1855 werd het complex door George Lyster verder uitgebreid. In 1879 werd de oude omheiningsmuur aan de achterzijde van het complex gesloopt om plaats te maken voor twee extra gebouwen waarin het personeel werd gehuisvest dat het nieuwe telegrafiestation bediende.
Rond 1874 werd de huidige lantaarnkamer aangebracht, eveneens een verzonken halve cilinder maar met een grotere diameter dan zijn voorganger, namelijk 4,6 m. In 1878 werd de huidige fresnellens geïnstalleerd. Deze optiek was vervaardigd door de Chance Brothers and Company, een bedrijf gespecialiseerd in glasproductie, dat toen gevestigd was in Smethwick in het Engelse graafschap West Midlands. Toen in 1952 werd overgeschakeld op een elektrische lichtbron werden de overbodige mechanische onderdelen die voorheen voor de verduistering hadden gezorgd, verwijderd.

### Overname door Trinity House
Op 2 april 1973 nam Trinity House het beheer van de vuurtoren over van Mersey Docks and Harbour Board. Na de automatisatie in 1989 werd de vuurtoren gecontroleerd vanuit Holyhead, een havenstad in het noordwesten van Wales. Deze functie werd later overgenomen door het Planning Centre van Trinity House in Harwich.
De woning van de hoofdwachter en de twee assistentenverblijven werden in 2001 aan particulieren verkocht en gerenoveerd. In 2014 werd het volledige complex opnieuw te koop aangeboden, de werkende vuurtoren inbegrepen, maar met de voorwaarde dat de lichtinstallatie door de nieuwe eigenaar terug wordt verhuurd aan Trinity House.

## Historisch gebouw
De vuurtoren, de bijhorende gebouwen en de omheiningsmuren werden op 5 december 1970 ingeschreven op de Statutory List of Buildings of Special Architectural or Historic Interest. Hiermee werd het complex aangeduid als een bouwwerk van speciaal belang dat in zijn huidige toestand moet bewaard blijven. Volgens British Listed Buildings staat het complex model voor het werk van Jesse Hartley. De gebouwen hebben een kenmerkend neogotisch uitzicht dat ook na de latere aanvullingen door George Lyster bewaard bleef. Het complex wordt ook als bijzonder beschouwd omdat het typische ontwerp in de overige negentiende-eeuwse bouwwerken van Trinity House niet terug te vinden is en omdat het lichthuis zich op de benedenverdieping bevindt.